# Estêvão da Gama (pai de Vasco da Gama)
Estêvão da Gama (1430-1497) foi um navegador português do século XV, pai dos exploradores Paulo e Vasco da Gama. Ocupou várias posições dentro do Reino de Portugal e serviu aos reis de seu tempo.

## Vida
Estêvão da Gama nasceu em 1430, filho mais velho de Vasco da Gama e irmão de outras três pessoas. Muito jovem, entrou no serviço do rei Duarte I (r. 1433–1438) e, pelas suas capacidades e provas prestadas, foi nomeado cavaleiro do príncipe Fernando. Disfarçado de mercador, fez o reconhecimento da praça de Anafé, no atual Marrocos, e participou no cerco e destruição do local, em 1468, por Fernando. Sob Afonso V (r. 1438–1477), esteve na conquista de Tânger e nas guerras contra a Coroa de Castela e por seus serviços foi feito alcaide-mor do castelo de Sines e cavaleiro e comendador de Cercal na Ordem de Santiago. Mais adiante ainda adquiriria as saboarias de Estremoz, Sousel e Fronteira, as judiarias de Santiago do Cacém e a tença anual de 7 000 reais brancos.[a] É possível que seja o comendador homónimo de Seixal.
Diz-se implausivelmente que foi julgado e condenado por cumplicidade com Diogo, filho de Fernando, na sua conspiração para apunhalar João II, que não só sobreviveu ao plano, mas apunhalou Diogo em 28 de agosto de 1484. Estêvão desposou Isabel Sodré, filha de João Sodré ou de Resende, almoxarife do Armazém de Lisboa, e de sua mulher Isabel Serrão, donzela da Infanta D. Beatriz, e teve consigo os futuros navegadores Paulo e Vasco da Gama.  Manuel I (r. 1495–1521) o confiou com a missão de conduzir a expedição que descobriria a rota marítima à Índia em 1497, mas faleceria antes mesmo da expedição zarpar e ela foi confiada a seu filho Vasco.